# کیپنوک (آلاسکا)
کیپنوک (به انگلیسی: Kipnuk) شهری در ناحیه سرشماری بتل ایالت آلاسکا است که جمعیت آن در سرشماری سال ۲۰۰۰ میلادی ۶۴۴ نفر بوده‌است.